# سبخة الزمول
سبخة الزمول، هي بحيرة مالحة يتم استغلالها جزئيًا لاستخراج الملح ، وهي أكبر منطقة تعشيش لطيور النحام في البحر الأبيض المتوسط ، تقع في الشمال الشرقي للجزائر في ولاية أم البواقي ببلدية أولاد زواي وتبلغ مساحتها 6765 هكتار. الموقع مصنف في قائمة اتفاقية رامسار.

## جغرافية البحيرة

### التضاريس، الجيولوجيا والهيدروغرافيا
يشكل الموقع منخفضًا طبيعيًا على تضاريس رسوبية تتميز بتربة مالحة وطمي ناعم. تتشكل تضاريس المكان من الجبال التي تحيط بالبحيرة، ولا سيما جبال حانوت كبير (1100 متر)، من القنطاس على (997 متر)، من كدية الكلاب (1016 متر)، من تاربنت الصغير (1062 متر) و تاربنت (1124 متر). تتغذى البحيرة من مياه الأمطار التي يتم تصريفها من خلال مستجمعات مياه تبلغ مساحتها 8 900 هكتار، كما يشكل الموقع وعاءًا لمياه الصرف الصحي من بعض التجمعات السكانية الصغيرة المجاورة.

### الوضعية الجغرافية
تقع البحيرة على الطريق الوطني رقم 3 الذي يربط عين مليلة بباتنة، على بعد 17 كلم جنوب مدينة عين مليلة و 10 كلم شرق بلدية سوق نعمان بالقرب من شط تينسيلت المصنف أيضًا كموقع رامسار في عام 2004. يبعد الشاطئ الجنوبي للبحيرة 200 متر عن بلدية أولاد زواي. دائرتي سوق نعمان وعين كرشة بولاية أم البواقي مسؤولتان إداريًا عن سبخة الزمول.

### المناخ
يقع الموقع في منطقة مناخية مصنفة من شبه جافة إلى جافة، وتتراوح معدلات هطول الأمطار من 100 إلى 400 ملم سنويًا، وتعتبر البحيرة فيها جزءًا من الأراضي الرطبة. الشتاء بارد وممطر وبدرجة حرارة لا تقل عن 2,9 درجة مئوية، أما الصيف فهو حار وجاف مع إمكانية استمرار الجفاف ستة أشهر أو أكثر، وبدرجة حرارة قصوى تبلغ 36,9 درجة مئوية . الرياح الشمالية الغربية والغربية هي الغالبة، وتأتي معها أمطار غير منتظمة وغزيرة تتبعها فيضانات، أما الرياح القادمة من الجنوب فهي جافة وساخنة.

## الأنواع الحيوانية والنباتية
البحيرة هي مكان تعشيش طيور النحام، في سبتمر سنة 2009 بلغ عددها 10 000 زوج نحام  و 16 000 كتكوت. في منتصف سبتمبر، تطير طيور النحام إلى مواقع الشتاء في واد ريغ. قامت جامعة عنابة بالتعاون مع المحطة البيولوجية في تور دو فالا ومع محافظة الغابات في ولاية أم البواقي بمراقبة وحماية طيور النحام مما سمح ل 8 500 طائر نحام وردي باستعمار جزيرة من 0,9 هكتار من البحيرة.
بلغ عدد طيور الشهرمان المألوف 1 400 فردا سنة 2005، أي ما يعادل 6.4٪ من العدد الإجمالي لهذا النوع من الطيور في منطقة البحر الأبيض المتوسط.
هنالك أيضًا طيور أبو مجرفة شمالي، اللقلق الأبيض ، نكات العالم القديم، كركي شائع،النورس أسود الرأس،أبو المغازل، كروان الماء، دريجة صغيرة، قطقاط اسكندراني،وخرشنة نيلية . بالإضافة إلى اللطيور الجارحة مثل حوام طويل الساقين، والحدأة السوداء، والعوسق الشائع ، والرخمة، وعقاب مسيرة صغرى .
الثدييات الوحيدة التي تعيش بالقرب من الأراضي الرطبة هي الخنازير البرية وابن آوى والثعلب الأحمر والأرنب البري والجرذ.
بالنسبة للافقاريات، يمكننا أن نجد نوعين من القشريات: قرود البحر و برانشينيلا سبينوس (Branchinella spinos).
يتكون الغطاء النباتي حول البحيرة من أراضٍ زراعية بها حبوب ونباتات محبة للملوحة.

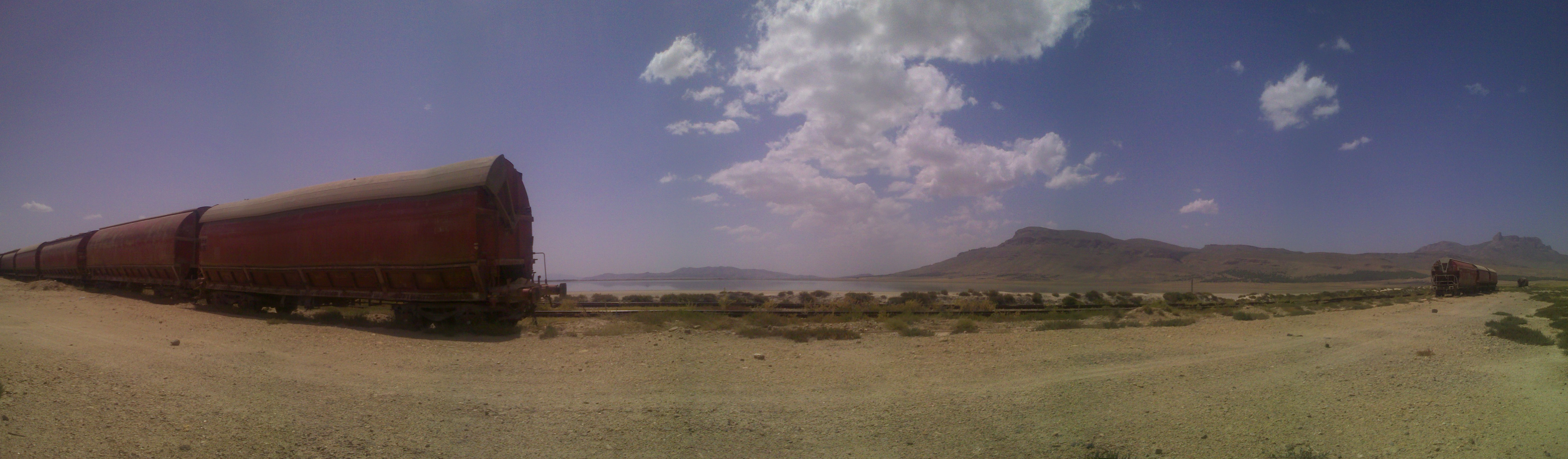
سبخة الزمول